# Orgosorok
Orgosorok è una circoscrizione mista (mixed ward) della Tanzania situata nel distretto di Ngorongoro, regione di Arusha. Conta una popolazione di 12 268 abitanti (censimento 2012).